# 新处乡
新处乡是中华人民共和国浙江省丽水市松阳县一个已撤销的乡，2012年12月18日，浙江省人民政府批复同意撤销新处乡，将其所辖行政区域划归新兴镇。